# Усаковський Юрій Олександрович
Ю́рій Олекса́ндрович Усаковський (нар. 10 жовтня 1968, Черкаси, Черкаська область, Українська РСР, СРСР) — радянський і український футболіст, що грав на позиції півзахисника, і футзаліст. Майстер спорту України міжнародного класу з футзалу. Брат-близнюк відомого українського футзаліста Сергія Усаковського.

## Біографія

### Освіта
Брати не дуже любили навчатися, але завдяки наполегливості Геннадія Лисенчука закінчили навчання в київському Національному університеті фізичного виховання і спорту України.

## Дитинство і юність
У 1979 році почав з братом займатися футболом у черкаській ДЮСШ № 1, де їхнім тренер був Олександр Блуд. Команда 1968 р.н. пробилася до фіналу першості УРСР серед юнаків, а окрім братів Усаковських в ній також виступали Євген та Ігор Столовицькі, Микола Ліпинський і Андрій Курочкін. Після закінчення ДЮСШ жодних пропозицій з футбольних команд не надійшло через те, що брати були худорляві і низькі. Потім їх призвали в радянську армію, де вони провели наступні два роки. У футбольну команду СКА потрапити не вдалося і спочатку вони опинилися в навчальній бойовій частині у Куйбишеві, а військову службу проходили у місті Бялогард (Польща). Під час служби в армії посилено займалися на перекладині і зі штангою.

## Футбольна кар'єра
Після демобілізації грав у змаганнях колективів фізкультури, виступаючи за черкаський «Ротор». Паралельно виступаючи за «Хімік» (Черкаси) 1990 року завоював срібні нагороди чемпіонату Черкаської області.
В кінці 1990 року отримали запрошення від черкаського «Фотоприладу» і взяли участь у матчах Кубка УРСР з міні-футболу, що відбувався в Дніпропетровську. У півфіналі «Фотоприлад» поступився ДХТІ, але Сергій і Юрій себе вдало проявили у новому виді спорту.
Через півроку виступів у КФК брати перейшли в сєвєродонецький «Хімік», що виступав у Другій лізі чемпіонату СРСР. Проте Юрій у одній з ігор одразу отримав важку травму, яка вивела його з гри майже на рік, і він не провів за команду жодного матчу у чемпіонаті. Після одужання разом з братом деякий час грав за «Тясмин» з Кам'янки, що виступав у обласному чемпіонаті.

## Кар'єра у футзалі
В кінці 1991 року Усаковські отримали запрошення із дніпропетровського «Механізатора», керівництво якого запримітило їх на Кубка УРСР з міні-футболу 1990 року. Разом з «Механізатором» Юрій виграв Кубок СРСР з міні-футболу, що проводився в перший і єдиний раз. Брати мали пропозицію з вищолігового «Кременя», але вирішили продовжувати займатися футзалом і опинилися в «Надії». Запорізький клуб взяв участь у першому чемпіонаті незалежної України, який проводився під егідою Асоціації міні-футбольних клубів і здобув «золото».

Після успішного сезону в Запоріжжі, а особливо фінального матчу Кубку України, де «Надія» зіграла зі «СКІФ-Сілеком», братів запросили у столичну команду, де вони стали лідерами колективу і виграли перший чемпіонат України, що проводився Асоціацією міні-футболу України. Юрій став другим бомбардиром чемпіонату, забивши 33 голи.

### «Новорусь»/«Спартак-Новорусь» і УС «Кампус»
Після вдалого сезону до Києва за братами приїхали керівництво і тренерський штаб московської «Новорусі», яка виграла путівку у Вищу лігу, в особі Прохорова, Володимира Муханова і Володимира Шевчука. Незадовго до цього у братів була пропозиція з Польщі, де пропонували зарплату в 100 доларів на місяць, але російський варіант виявився більш вигідним. Обговоривши можливий трансфер з президентом АМФУ Геннадієм Лисенчуком, брати переїхали в Росію.
Спочатку в «Новорусі» Усаковський виходив на заміну, але згодом став гравцем основного складу.
Дуже вдалим для нападника видався розіграш Кубка Росії. Юрій з шістьма голами став найкращим бомбардиром зонального турніру (Москва). У фінальній частині він забив ще один гол, що дозволило йому здобути звання найкращого бомбардира турніру, а команді виграти бронзові медалі Кубка.
Після перемоги на турнірі в Німеччині брати отримали пропозицію пограти в Бельгії, але у них ще на півроку був діючий контракт з «Новоруссю», а бельгійці чекати його завершення не захотіли.
Після завершення сезону у Росії, Усаковські приїхали в Україну, де керівництво київського УС «Кампус» намагалося підписати братів. Брати зіграли за столичну команду один матч в 1/8 фіналу Кубка України, після якого вона вилетіла з турніру і повернулися в Росію. Київський клуб намагався підписати братів і на початку 1997 року, але безуспішно
Перед стартом Кубка Росії 1995 року через фінансові проблеми клуб Усаковського «Новорусь» злився зі «Спартаком» і отримав нову назву - «Спартак-Новорусь». У розіграші Кубка Юрій забив два голи, причому один з них у фіналі, але це не допомогло його команді, яка програла «Діні» 4:7. Після цього команда була розформована через брак коштів.

### «КСМ-24» і «Будівельник-7»
Після закінчення контракту зі «Спартаком», брати його вирішили не продовжувати і повернулися на батьківщину - у донецький «Шахтар». Після сезону в «Шахтарі» Юрій отримав важку травму і пропустив півроку, після він з братом отримав запрошення із Казахстану від клубу «Актюбрентген». Після сезону у Казахстані брати підписали дворічні контракти з «Приволжанином», який виступав у Вищі лізі, оскільки стояло завдання піднятися у Суперлігу..
У грудні 2005 року Юрій разом з Сергієм перейшли в іркутську «Зірку», але приїжджали грати тільки на тури, завдяки чому встигали також виступати за черкаський «Рятівник», що виступав у Другій лізі України.
У березні 2007 року брати були відраховані зі «Зірки» через те, що не вийшли на дві офіційні гри першості Росії, а також головний тренер Євген Єропов був незадоволений їхньою грою у турі до того.
Після цього Усаковські перейшли в глазовський «Прогрес».
29 березня 2013 року зіграв у матчі між збірними ветеранів України і Росії.

## Виступи за збірні

### Національна збірна України
Усаковський дебютував у збірній України у двадцятип'ятирічному віці ще 1993 року, коли вона вперше зібралася і взяла участь у турнірі «Санкт-Петербурзька осінь-1993», що проходив з 3 по 7 листопада.
Ще один дебют Усаковського у збірній відбувся у її першому офіційному матчі 5 червня 1994 року проти білорусів у Мінську.
чемпіонат Європи 2003 року брати пропустили через травми.

## Нагороди і досягнення

### Командні

#### У футболі
«Хімік» (Черкаси)
 Срібний призер чемпіонату Черкаської області: 1990
 «Енергетик» (Чигирин)
 Чемпіон Черкаської області: 1993

#### У футзалі
«Механізатор»
- Володар Кубка СРСР з міні-футболу: 1991

 «Надія»
- Чемпіон України (під егідою Асоціації міні-футбольних клубів): 1992

 «Сокіл»
- Переможець турніру Івана Яремчука (Черкаси): 1994[23]

 «Слід»
- Чемпіон України (під егідою АМФУ): 1993/94

 «Спартак-Новорусь»
- Фіналіст Кубка Росії: 1995
- Бронзовий призер Кубка Росії: 1994

 «КСМ-24»
- Срібний призер чемпіонату Росії: 1996/97
- Володар Кубка ліги: 1997

 «Фотоприлад»
- Кубок Івана Яремчука: 1997[24]

 «Корпія-Політехнік»
- Фіналіст Кубка України: 1998/99

 «Спартак»
- Чемпіон Росії: 2000/01
- Бронзовий призер чемпіонату Росії: 2001/02

 «Шахтар»
- Срібний призер чемпіонату України: 2002/03
- Володар Кубка України: 2002/03

 «Актюбрентген»
- Бронзовий призер чемпіонату Казахстану: 2003/04

 «Приволжанин»
- Переможець Вищої ліги чемпіонату Росії: 2004/05

 Збірна України
- Переможець турніру «Каттара-94» (ОАЕ): 1994 р.
- Срібний призер Кубка ЗІЛа (Москва, Росія): 1999 р.
- Бронзовий призер турніру на призи щотижневика «Футбол Review» (Москва, Росія): 2000 р.[25]

 Студентська збірна України

### Особисті
- Найкращий бомбардир Кубка Росії: 1995
- Найкращий бомбардир зонального турніру Кубка Росії: 1995 (Москва)
- Найкращий гравець турніру «Артус Кап» (Німеччина), разом з братом: 1995 р.[26]

### Нагороди
- Майстер спорту СРСР
- Майстер спорту України міжнародного класу
- Майстер спорту Росії

## Цікаві факти[27]
- Юрій на 20 хвилин молодший за свого брата Сергія
- Улюблена музика: меломан
- Улюблена страва: українська кухня
- Одна з головних умов, яку брати ставили перед клубами - грати разом